# Schadenfreude
Schadenfreude (wymowa ˈʃaːdn̩ˌfʀɔɪ̯də) (zapisywane małą albo, jak w j. niemieckim, wielką literą) – przyjemność czerpana z cudzego nieszczęścia lub niepowodzenia.

## Opis
Określenie to powstało przez połączenie niemieckich słów Schaden (szkoda, strata) i Freude (radość). W kilku językach używanych na obszarze Europy występują jego kalki językowe. Termin ten jest również stosowany w psychologii gestalt.
- w duńskim i norweskim jako skadefryd
- w szwedzkim jako skadeglädje
- w ukraińskim jako зловтіха
- w czeskim jako škodolibost
- w słowackim jako škodoradosť
- w białoruskim jako злараднасьць.